# Sòl poligonal

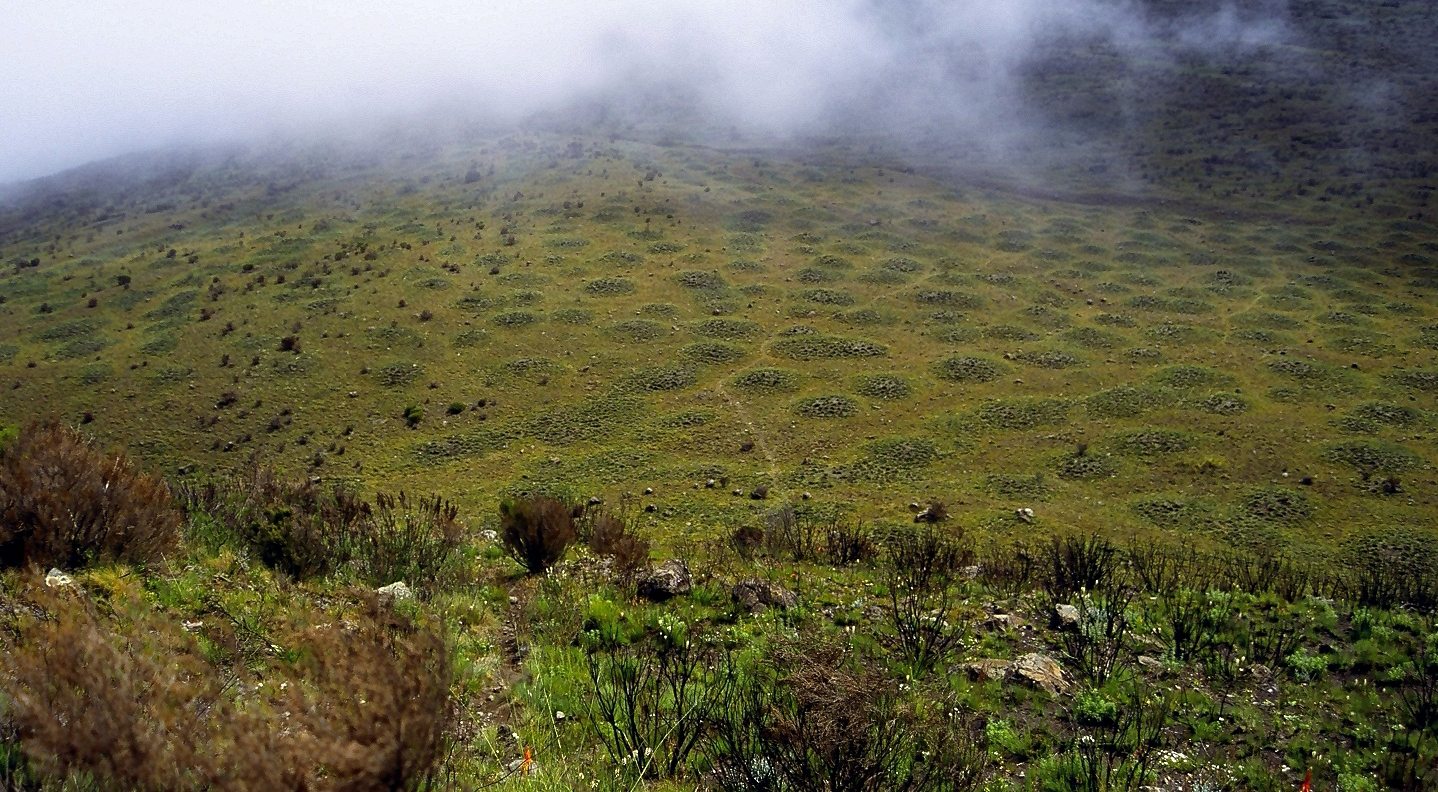
El sòl poligonal sota el turó Mugi al mont Kenya és causat pel crioaixecament.

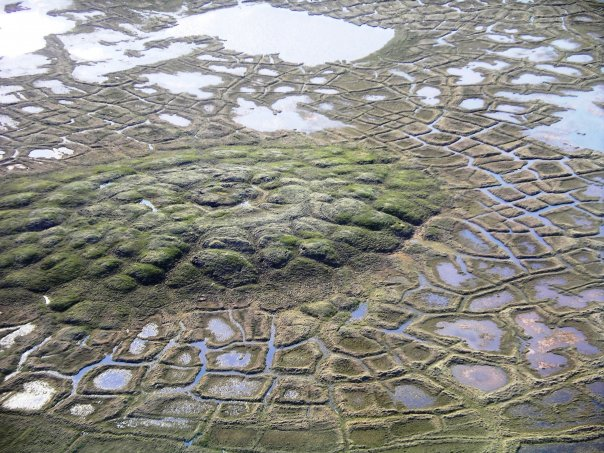
Un pingo i un terreny poligonal prop de Tuktoyaktuk, Territoris del Nord-oest, Canadà

La definició de sòl poligonal (en anglès patterned ground), també anomenat camp de polígons o sòl reticulat, s'utilitza per descriure les formes geomètriques diverses i sovint simètriques en què es conforma el material del sòl a les regions periglacials.
Normalment es localitza a regions remotes de l'Àrtida, l'Antàrtida, l'interior (outback) d'Austràlia, a les zones periglacials alpines, però també es pot trobar allà on s'alternen la congelació i el desgel del sòl. També s'ha observat un terreny modelat al desert hiperàrid d'Atacama i a Mart. Les formes geomètriques i els patrons associats al sòl poligonal sovint es confonen amb creacions artístiques a causa de la mà de l'home. Durant un temps, la naturalesa del sòl poligonal ha desconcertat els científics, però en els darrers vint anys la introducció de models geològics informatitzats ha permès vincular la formació d'aquestes estructures amb els fenòmens associats al crioaixecament, efecte que provoca l'expansió i l'elevació de sòls humits, de gra fi i porosos en fase de congelació prolongada.

## Tipus de sòl poligonal

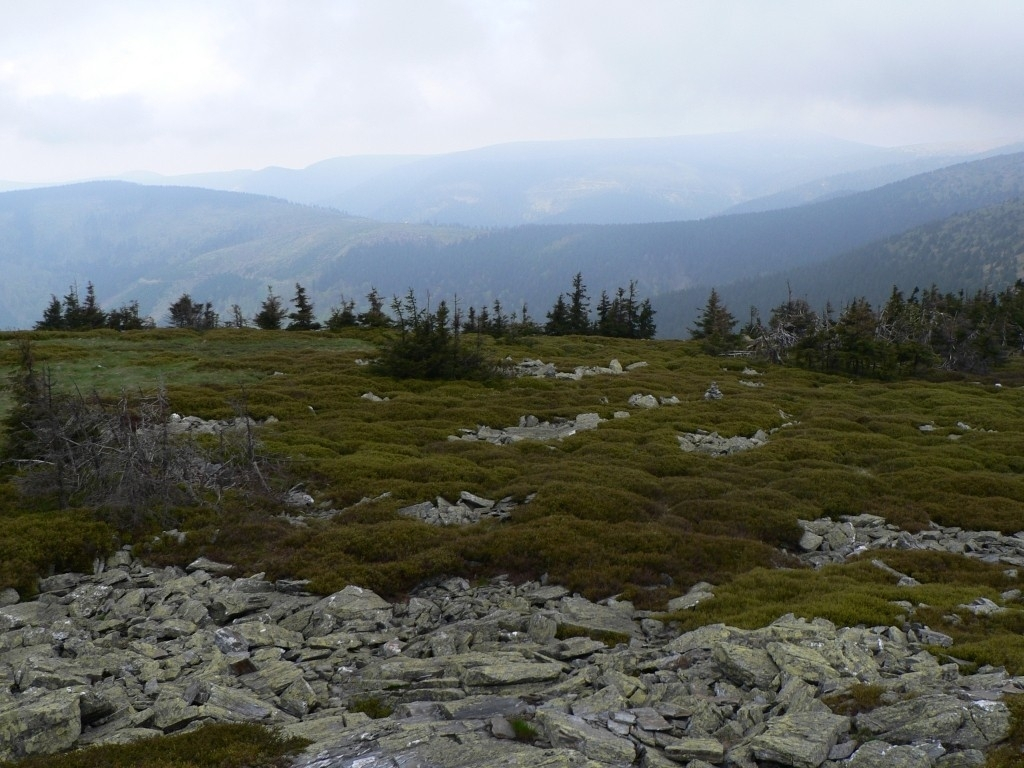
Polígons a les muntanyes Hruby Jesenik prop de Bridlicna, República Txeca.

El sòl poligonal es pot manifestar en una gran varietat de formes. Normalment, l'aparició del sòl poligonal en una àrea determinada està relacionada amb la quantitat de pedres més grans presents al sòl local i la freqüència dels cicles de congelació-descongelació.

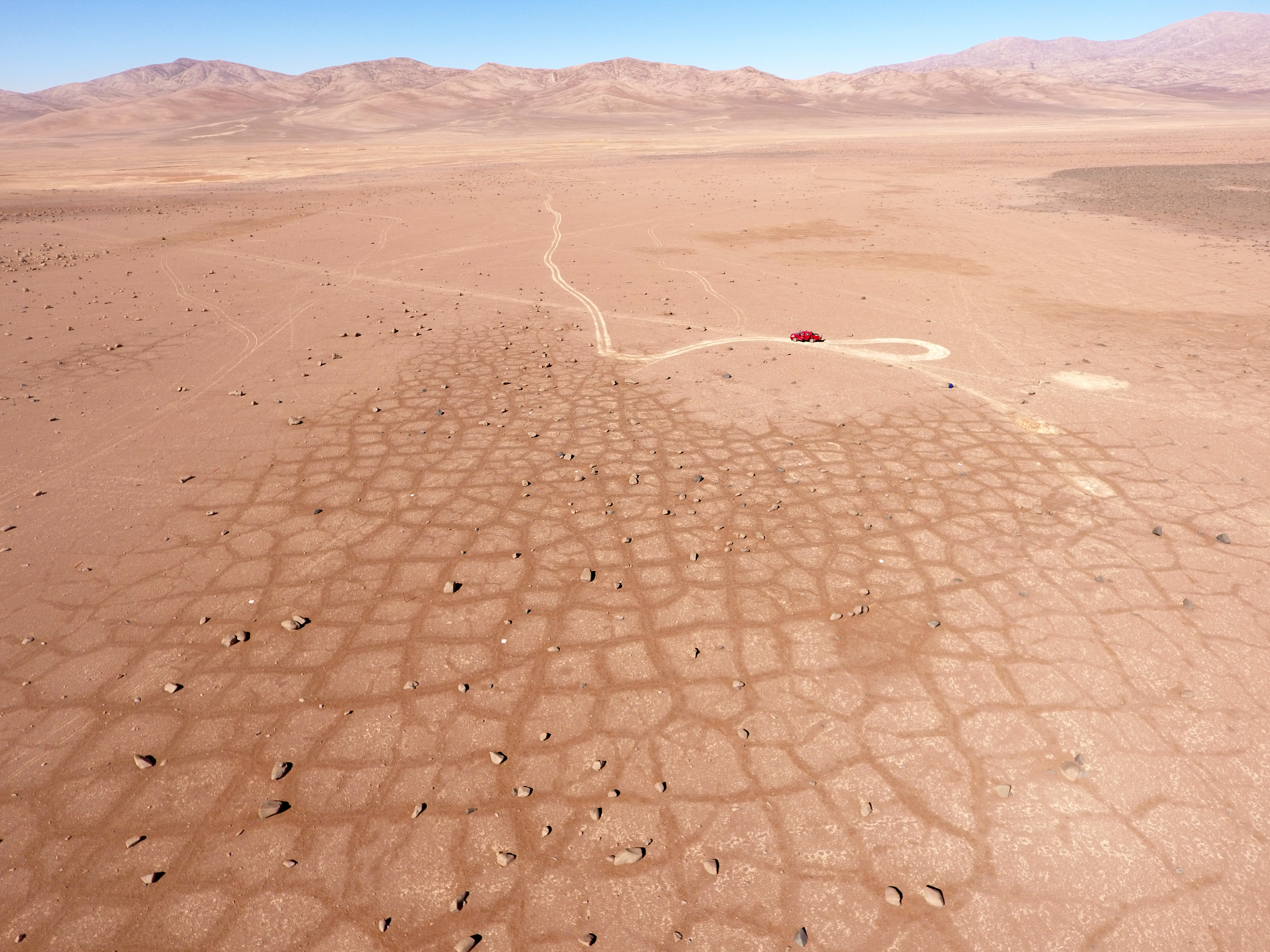
Terreny modelat en forma de polígons de sòl situat a l'hiperàrid Desert d'Atacama.

### Polígons

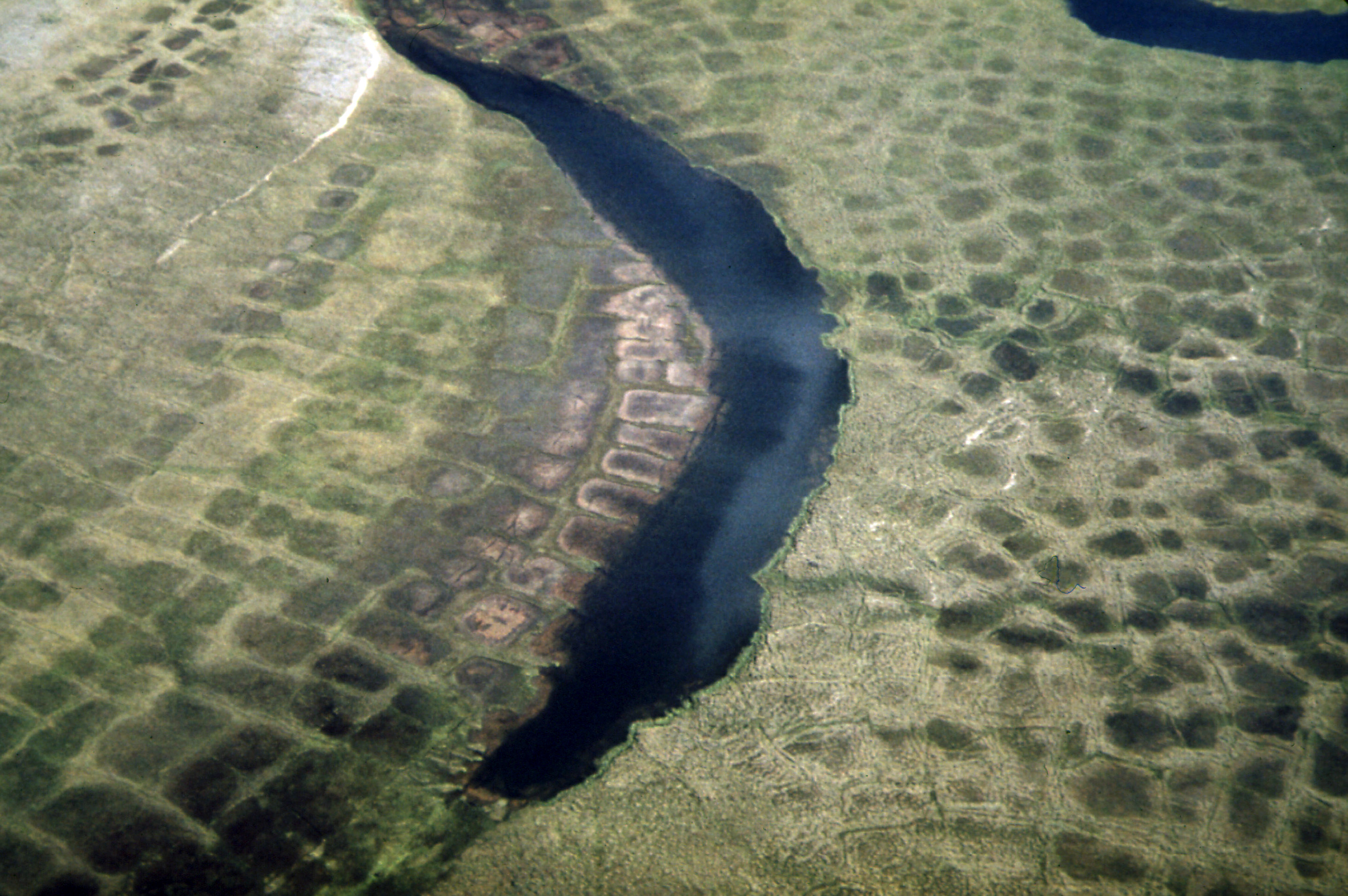
Patrons de sòls poligonals, típics de la tundra àrtica

Els polígons es poden formar en zones de permafrost o en zones subjectes a gelades estacionals. Les roques que componen aquests anells de pedra elevada generalment disminueixen de mida amb la profunditat.
A les extensions septentrionals dels boscos boreals canadencs, quan els aiguamolls assoleixen un clímax eutròfic i creen una catifa de ciperàcies, el Larix laricina i la pícea negra americana (Picea mariana) són sovint els primers colonitzadors dels sòls poligonals.

### Cercles

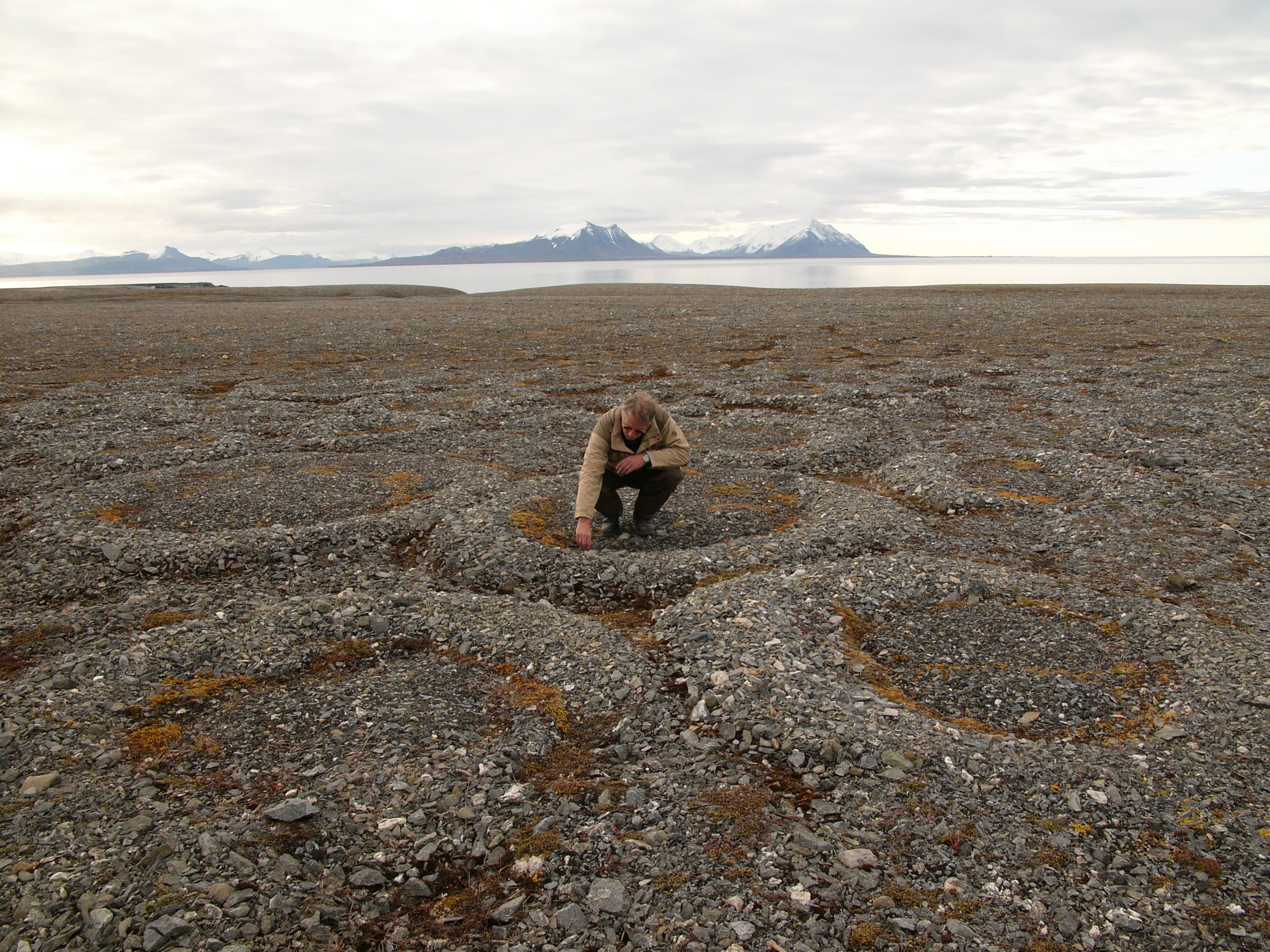
Estructures circulars originades per la fusió parcial i l'enfonsament de les lents de gel a l'arxipèlag de les illes Svalbard.

Els cercles varien en grandària des d'uns pocs centímetres fins a diversos metres de diàmetre. Poden consistir en material de mida uniforme o irregular, i en general es disposen amb els sediments més fins al centre, envoltats per un cercle de pedres més grans. Els cercles irregulars són semblants, però estan vorejats per una vora circular de vegetació en lloc del cercle més gran de pedres.

### Passos
Els passos es poden desenvolupar a partir de cercles i polígons. Aquesta forma de sòl poligonal s'assembla majoritàriament a una terrassa que té una vora formada per les pedres més grans o vegetació al costat del vessant inferior, i pot estar constituïda per un material uniforme o irregular.

### Franges
Les franges són línies de pedres, vegetació i/o terra que es formen normalment a partir de la transformació d'esglaons en pendents amb angles entre 2° i 7°. Les franges poden estar fetes de material net o desordenat. Les franges uniformes són línies de pedres més grans separades per zones de pedres més petites, sediments fins o vegetació. Les franges irregulars consisteixen generalment en línies de vegetació o sòl que estan separades per sòl nu.

## Formació del sòl poligonal

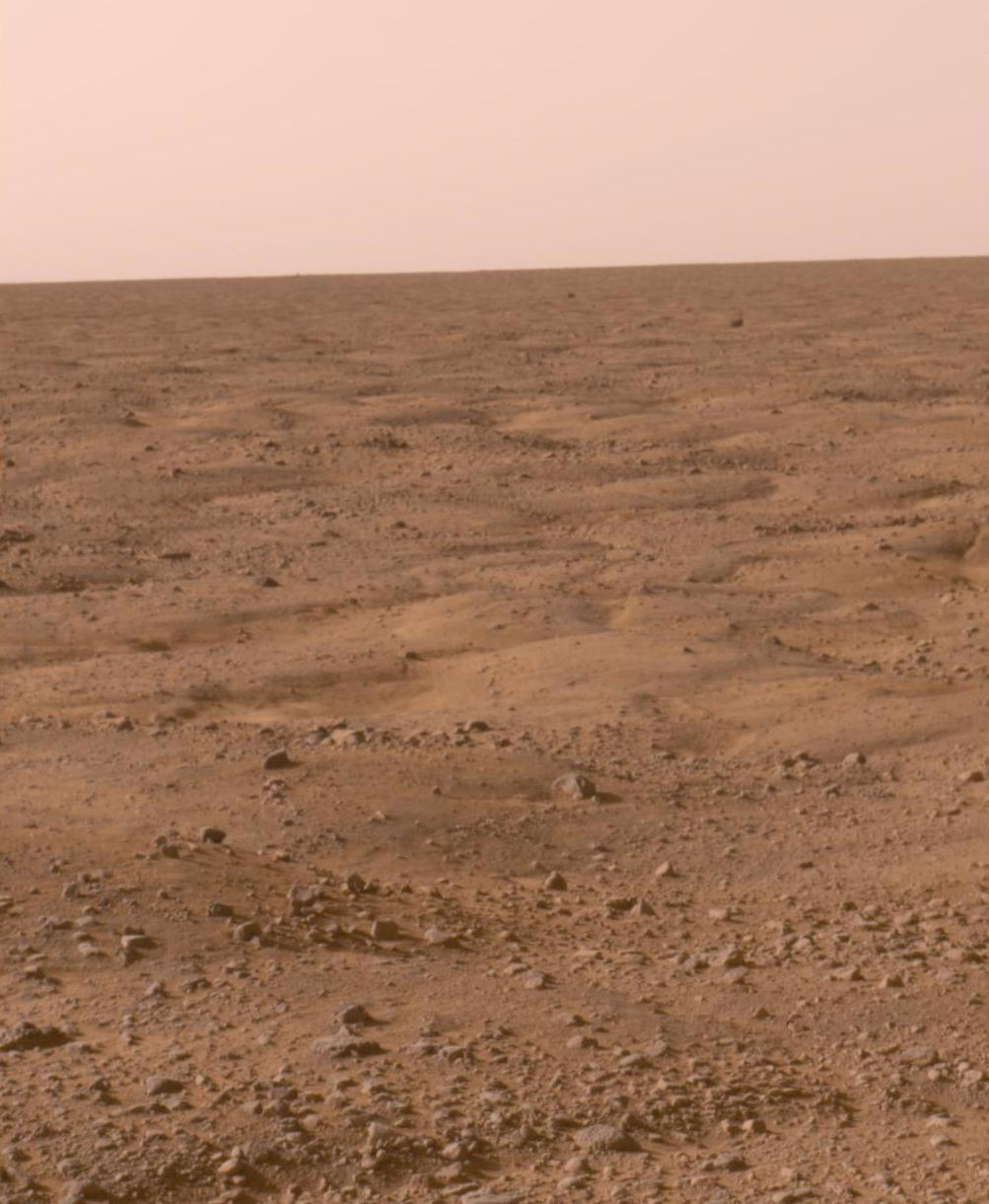
Sòl poligonal a la regió polar de Mart.

Quan l'aigua es congela, s'expandeix ocupant un volum superior al 10%. L'expansió del gel pot generar força suficient per convertir petites esquerdes del paviment en forats profunds i trencar grans blocs mentre es propaga per les esquerdes de la roca, a través del procés de formació d'una falca de gel. Les pressions associades a les falques de gel poden assolir 200, una pressió propera a la necessària per triturar el granit.
A les zones periglacials i a les zones afectades per la congelació estacional, la congelació i descongelació repetida dels aqüífers tendeix a moure les pedres més grans cap a la superfície, mentre que el sòl format per material més minúscul flueix i es troba sota les pedres més grans. A la superfície, les zones riques en pedres més grans contenen molta menys aigua que les zones altament poroses que consisteixen en sediments d'estructura més fina. Aquestes zones saturades d'aigua amb sediments més fins tenen una capacitat molt més gran d'expandir-se i contraure's en funció de la congelació i el desgel, provocant finalment forces laterals capaços d'apilar pedres més grans en túmuls i estries. Amb el temps, els cicles de congelació-descongelació repetits suavitzen les irregularitats i arrodoneixen la rugositat dels túmuls, per formar els polígons, cercles i franges comunes que caracteritzen els sòls poligonals.
El sòl poligonal es produeix a les zones alpines amb cicles de congelació i descongelació. Per exemple, el Mont Kenya, la capa de gelades estacionals es troba uns quants centímetres per sota de la superfície en alguns llocs. El sòl poligonal està present a 3400 m a l'oest del turó Mugi. Aquests monticles creixen a causa de la congelació i descongelació repetida del sòl que arrossega més aigua. Hi ha camps de blocs presents al voltant dels 4000 m on el sòl s'ha esquerdat per formar hexàgons. La soliflucció es produeix quan les temperatures nocturnes congelen el sòl abans que es torni a descongelar al matí. Aquesta expansió i contracció diària del sòl impedeix l'establiment de vegetació.
La congelació també tendeix a uniformitzar els sediments del sòl. Com a resultat de l'erosió atmosfèrica, les partícules més fines tendeixen a migrar lluny del front de congelació, mentre que les partícules més grans migren per l'acció de la gravetat. Els sòls poligonals es formen principalment a la capa activa del permafrost.